# George Raft
George Raft (n. George Ranft, n. 26 septembrie 1901, New York City, New York, SUA – d. 24 noiembrie 1980, Los Angeles, California, SUA) a fost un actor de film și dansator american identificat cu portretele de gangsteri în melodramele polițiste din anii 1930 și 1940. O vedetă cinematografică stilată în zeci de filme, Raft este cel mai notabil pentru rolurile sale de gangsteri în filme ca Quick Millions (1931) cu Spencer Tracy, Scarface (1932) cu Paul Muni, Each Dawn I Die (1939) cu James Cagney, Invisible Stripes (1939) cu Humphrey Bogart, comedia lui Billy Wilder Some Like It Hot (1959) cu Marilyn Monroe și Jack Lemmon, ca dansator în Bolero (1934) cu Carole Lombard sau ca șofer de camion în They Drive by Night (1940) cu Ann Sheridan, Ida Lupino și Bogart în alte roluri. 
Raft a spus că nu s-a considerat niciodată actor. „Am vrut să fiu eu [însumi]”, a spus el.

## Filmografie
- Queen of the Night Clubs (1929) (cu Texas Guinan) - Gigola
- Gold Diggers of Broadway (1929) - Dansator (nemenționat)
- Side Street (1929) (cu Tom, Owen și Matt Moore (Raft ca dansator nemenționat) - Georgie Ames (nemenționat)
- Quick Millions (1931) (cu Spencer Tracy și Marguerite Churchill) - Jimmy Kirk
- Goldie (1931) (cu Spencer Tracy și Jean Harlow) - Pickpocket (nemenționat)
- Hush Money (1931) (cu Joan Bennett și Myrna Loy) - Maxie
- Palmy Days (1931) (cu Eddie Cantor) - Joe – Yolando's Henchman
- Taxi! (1932) (cu James Cagney și Loretta Young) - William Kenny – Dance Contestant (nemenționat)
- Dancers in the Dark (1932) (cu Miriam Hopkins) - Louie Brooks
- Scarface (1932) (cu Paul Muni și Ann Dvorak) - Guino Rinaldo
- Night World (1932) (cu Lew Ayres, Mae Clarke și  Boris Karloff) - Ed Powell
- Love Is a Racket (1932) - Sneaky (scene șterse)
- Madame Racketeer (1932) (cu Alison Skipworth și Richard Bennett) - Jack Houston
- Night After Night (1932) (cu Mae West)
- If I Had a Million (1932; Raft plays a forger) - Eddie Jackson
- Under Cover Man (1932) (cu Nancy Carroll) - Nick Darrow
- Winner Take All (1932) (cu James Cagney) - bandleader at Guinan's (imagini de arhivă) (nemenționat)
- Pick-Up (1933) (cu Sylvia Sidney) - Harry Glynn
- Midnight Club (1933) (cu Clive Brook) (Raft 2nd billed) - Nick Mason
- The Bowery (1933) (cu Wallace Beery, Fay Wray și Pert Kelton) (Raft 2nd billed) - Steve Brodie
- All of Me (1934) (cu Fredric March și Miriam Hopkins) (Raft 3rd billed) - Honey Rogers
- Bolero (1934) (cu Carole Lombard și Ray Milland) (besides Scarface, Raft's signature film) - Raoul De Baere
- The Trumpet Blows (1934) (cu Adolphe Menjou) - Manuel Montes
- Limehouse Blues (1934) (cu Anna May Wong) - Harry Young
- Rumba (1935) (cu Carole Lombard) - Joe Martin
- Stolen Harmony (1935) (cu Lloyd Nolan și William Cagney) - Ray Angelo, alias Ray Ferraro
- The Glass Key (1935) (cu Edward Arnold) - Ed Beaumont
- Every Night at Eight (1935) (cu Alice Faye și Frances Langford) - 'Tops' Cardona
- She Couldn't Take It (1935) (cu Joan Bennett) - Spot Ricardi / Joseph Ricard
- It Had to Happen (1936) (cu Rosalind Russell) - Enrico Scaffa
- Yours for the Asking (1936) (cu Dolores Costello și Ida Lupino) - Johnny Lamb
- Souls at Sea (1937) (cu Gary Cooper) (Raft 2nd billed) - Powdah
- You and Me (1938) with Sylvia Sidney (cu bizarre musical interludes by Kurt Weill) - Joe Dennis
- Spawn of the North (1938) (cu Henry Fonda și John Barrymore) - Tyler Dawson
- The Lady's from Kentucky (1939) (cu Ellen Drew) - Marty Black
- Each Dawn I Die (1939) with James Cagney (Raft 2nd billed) - 'Hood' Stacey
- I Stole a Million (1939) (cu Claire Trevor) - Joe Lourik, alias Joe Harris
- Invisible Stripes (1939) (cu William Holden și Humphrey Bogart) - Cliff Taylor
- The House Across the Bay (1940) (cu Joan Bennett) - Steve
- They Drive by Night (1940) (cu Ann Sheridan, Ida Lupino și Humphrey Bogart) - Joe Fabrini
- Manpower (1941) (cu Edward G. Robinson și Marlene Dietrich) (Raft 3rd billed, but played the lead) - Johnny Marshall
- Broadway (1942) (cu Pat O'Brien și Broderick Crawford) (young B'way dancer) - Rolul său
- Stage Door Canteen (1943) (cu an all-star cast) - Rolul său
- Background to Danger (1943) (cu Sydney Greenstreet și Peter Lorre) - Joe Barton
- Follow the Boys (1944) (cu Vera Zorina) - Tony West
- Nob Hill (1945) (cu Joan Bennett și Vivian Blaine) - Tony Angelo
- Johnny Angel (1945) (cu Claire Trevor și Hoagy Carmichael) - Johnny Angel
- Whistle Stop (1946) (cu Ava Gardner și Victor McLaglen) - Kenny Veech
- Mr. Ace (1946) (cu Sylvia Sidney) - Eddie Ace
- Nocturne (1946) (cu Lynn Bari) - Joe Warne
- Christmas Eve (1947) (cu George Brent, Randolph Scott și Joan Blondell) - Mario Torio
- Intrigue (1947) (cu June Havoc) - Brad Dunham
- Race Street (1948) (cu William Bendix și Marilyn Maxwell) - Daniel J. 'Dan' Gannin
- Outpost in Morocco (1949) (cu Marie Windsor și Akim Tamiroff) - Capt. Paul Gerard
- Johnny Allegro (1949) (cu Nina Foch și Will Geer) - Johnny Allegro
- Red Light (1949) (cu Virginia Mayo, Gene Lockhart și Raymond Burr) - Johnny Torno
- A Dangerous Profession (1949) (cu Ella Raines, Pat O'Brien și Jim Backus) - Vince Kane
- We Shall Go to Paris (1950), (also known - Nous Irons a Paris) - Rolul său
- I'll Get You for This (1951; AKA Lucky Nick Cain) (cu Coleen Gray) - Nick Cain
- Loan Shark (1952) (cu Dorothy Hart) - Joe Gargen
- Escape Route (1952; AKA I'll Get You) - Steve Rossi
- The Man from Cairo (1953) (Raft's last top billing in a theatrical film) - Mike Canelli
- I'm the Law (1954; 26-episode TV series) - Police Lt. George Kirby
- Rogue Cop (1954) (cu Robert Taylor și Janet Leigh) (Raft 3rd billed) - Dan Beaumonte
- Black Widow (1954) (cu Ginger Rogers, Van Heflin și Gene Tierney) (Raft 4th billed) - Detective Lt. C.A. Bruce
- A Bullet for Joey (1955) (cu Edward G. Robinson) (Raft 2nd billed) - Joe Victor aka Steiner
- Around the World in 80 Days (1956) (cu David Niven și Marlene Dietrich) - Bouncer at the Barbary Coast Saloon
- Some Like It Hot (1959) (cu Marilyn Monroe, Tony Curtis și Jack Lemmon) (Raft 4th billed) - "Spats" Colombo, Chicago mobster
- Jet Over the Atlantic (1959) (cu Guy Madison și Virginia Mayo) (Raft 3rd billed) - Stafford
- Ocean's 11 (1960) (cu the Rat Pack – Frank Sinatra, Dean Martin, Sammy Davis, Jr., Peter Lawford și Joey Bishop –) - Jack Strager, casino owner
- The Ladies Man (1961) (cu Jerry Lewis) (Raft cameo)
- Two Guys Abroad (1962) - Nightclub co-owner
- For Those Who Think Young (1964) - Detective (nemenționat)
- The Patsy (1964) - Rolul său
- The Upper Hand (1966) (cu Jean Gabin) (Raft 2nd billed) - Charles Binnaggio
- Casino Royale (1967) - Rolul său
- Five Golden Dragons (1967) (cu Robert Cummings și Klaus Kinski) - Dragon #2
- Skidoo (1968) (cu Jackie Gleason și Groucho Marx) - Capt. Garbaldo
- Madigan's Millions (1968) - Mike Madigan (but he fell ill and was replaced by Cesar Romero)
- Hammersmith Is Out (1972) (cu Elizabeth Taylor, Richard Burton și Peter Ustinov) - Guido Scartucci
- Deadhead Miles (1972) - Rolul său
- Sextette (1978) (cu Mae West, her final movie și Timothy Dalton) - Rolul său
- The Man with Bogart's Face (1980) - Petey Cane (Format:Final film role)

### Scurtmetraje
- Hollywood on Parade No. A-9 (1933)
- Hollywood on Parade No. B-5 (1933)
- Hollywood on Parade No. B-8 (1934)
- The Fashion Side of Hollywood (1935)
- Screen Snapshots Series 18, No. 4 (1938)
- Meet the Stars #6: Stars at Play (1941)
- Hedda Hopper's Hollywood No. 2 (1941)
- Hollywood Park (1946)
- Screen Snapshots: Vacation at Del Mar (1949)